# Tenedos capote
Tenedos capote là một loài nhện trong họ Zodariidae.
Loài này thuộc chi Tenedos. Tenedos capote được Rudy Jocqué & Léon Baert miêu tả năm 2002.